# Kasteel van Hoepertingen

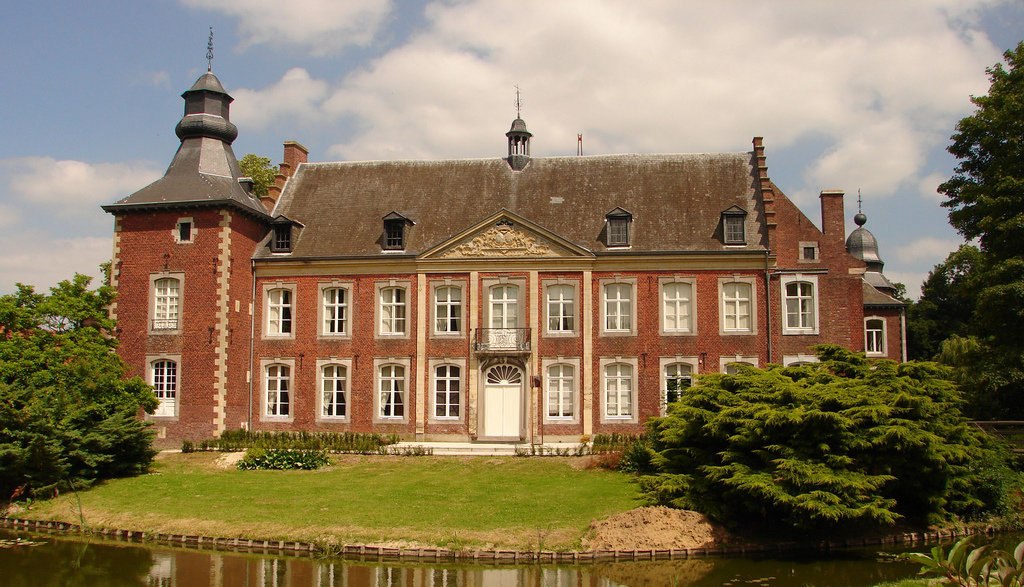
Kasteel van Hoepertingen

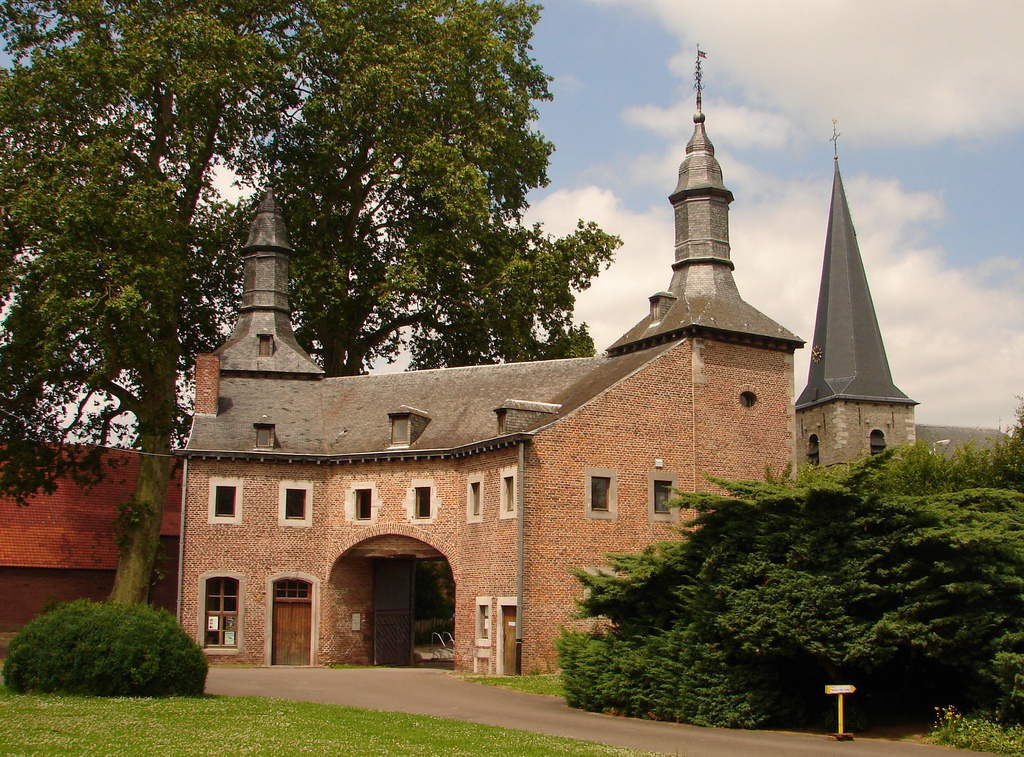
Poortgebouw

Het Kasteel van Hoepertingen is een waterkasteel aan de Kasteelstraat 10 te Hoepertingen.

## Geschiedenis
Het huidige kasteel heeft een voorganger gehad, die in 1476 werd omschreven als een omgracht huis met pachthof. Aan dit oudere gebouw herinnert nog een gotische, mergelstenen muurnis.
In 1617 werd kasteel en heerlijkheid door Ernest Van der Mark-Arenberg verkocht aan Jan-Willem van Scharenberg. Deze liet het huidige kasteel bouwen. In 1688 werd dit alles verkocht aan Pierre-Louis de Sluse de Bihain, daar baron Van Scharenberg gebukt ging onder schulden. In 1763 volgde een verbouwing in classicistische stijl door Jean Ferdinand de Sluse. De oudste bekende afbeelding van het kasteel werd in 1740 vervaardigd door Remacle Leloup. 
In 1788 kwam het kasteel aan het huis De Stenbier de Wideux, en het kasteel bleef tot 1888 in bezit van deze familie. Daarna kwam het door vererving in bezit van de familie Roly de Vien, en vervolgens kwam het aan De Moffarts. Baron Edmond de Moffarts verkocht het in 1929 aan de zusters Annunciaten van Heverlee. Dezen richtten er een huishoudschool in. In 1985 werd dit omgevormd tot het bezinningscentrum Mariagaarde. Een deel van het kasteel heeft een toeristische functie gekregen.

## Gebouw
Het kasteel is een U-vormig gebouw met een noordwestelijke hoektoren, wat de voormalige donjon is. De zijvleugels hebben nog hun 17e-eeuwse trapgevels. Sterk beïnvloed is het uiterlijk door de verbouwing van 1763, en ook het interieur is uit die tijd. Men treft rococostucwerk, een gestuct plafond en enkele schouwen aan. Interessant is de kardinaalszaal, gewijd aan Jean Walther de Sluse, die kardinaal was en waarvan het wapenschild aanwezig is. Ook is een stenen bloemenvaas op sokkel afgebeeld, toegeschreven aan de Luikenaar Cockler.
Van de neerhof is nog de zuidelijke vleugel overgebleven. Verder is er nog het poortgebouw uit omstreeks 1700, geflankeerd door twee vierkante, bakstenen torens. Deze zijn gedekt door -met leien gedekte- klokvormige daken welke bekroond zijn met een lantaren.
Het – vlak bij de kerk gelegen – kasteel wordt omringd door een park.